# Ecnomus ancisus
Ecnomus ancisus är en nattsländeart som beskrevs av Cartwright 1990. Ecnomus ancisus ingår i släktet Ecnomus och familjen trattnattsländor. Inga underarter finns listade i Catalogue of Life.